# یواس‌اس برودبیل (ای‌ام-۵۸)
یواس‌اس برودبیل (ای‌ام-۵۸) (به انگلیسی: USS Broadbill (AM-58)) یک کشتی بود که طول آن ۲۲۱ فوت ۳ اینچ (۶۷٫۴۴ متر) بود. این کشتی در سال ۱۹۴۲ ساخته شد.